# بريندون تود
بريندون تود (بالإنجليزية: Brendon Todd)‏ هو لاعب غولف أمريكي، ولد في 22 يوليو 1985 في بيتسبرغ في الولايات المتحدة.

## وصلات خارجية
- بريندون تود على موقع رابطة لاعبي الغولف المحترفين (الإنجليزية)
- بريندون تود على موقع التصنيف العالمي الرسمي للغولف (الإنجليزية)